# Popillia eximia
Popillia eximia – gatunek chrząszcza z rodziny poświętnikowatych, podrodziny rutelowatych i plemienia Anomalini.
Gatunek ten został opisany w 1913 przez Johna Gilberta Arrowa.
Ciało długości 11,5 mm i szerokości 7 mm, owalne, umiarkowanie wypukłe, z wierzchu bardzo gładkie i błyszczące, z wierzchu jaskrawo zielone, od spodu miedziane. Głowa gęsto punktowana, z nadustkiem pomarszczonym. Przedplecze drobno i skąpo punktowane na przodzie i po bokach, opatrzone wąskim obrzeżeniem białych szczecin, które występują też w łatkach na pygidium. Szeroka, zaokrąglenie zwieńczona tarczka jest prawie niepunktowana, a za nią, na pokrywach znajduje się głębokie wgłębienie. Na każdej pokrywie pięć wyraźnie punktowanych rzędów i nieco szerszy od pozostałych, prawie niepunktowany międzyrząd okołoszwowy. Śródpiersie o wyrostku umiarkowanie długim, spiczastym i zakrzywionym.
Chrząszcz orientalny, endemiczny dla Indii, znany z gór Nilgiri.